# Bandera de Papúa Nueva Guinea

Bandera naval
(Dimensiones: 3:4)

La bandera de Papúa Nueva Guinea fue adoptada el 1 de julio de 1971. El diseño fue elegido a través de un concurso de diseño a nivel nacional a principios de ese año. El diseño ganador fue el de Susan Karike, quien tenía 15 años en ese momento. Está dividida por su diagonal descendente (respecto al lado más próximo al mástil). La mitad superior de la bandera es de color rojo y en su interior figura la silueta de un raggi de color amarillo. La mitad inferior de la bandera es de color negro y en ella aparece representada por cinco estrellas blancas de cinco puntas la constelación de la Cruz del Sur. En la bandera de Nueva Zelanda también aparece representada esta constelación por cuatro estrellas de color rojo y en la de Australia, por cinco.
El rojo y el negro son dos colores muy usados por muchas tribus de Papúa y Nueva Guinea. La mayor parte de las especies que se conocen como ave del paraíso habitan en estas islas. Esta ave también figura en el escudo nacional.

## Cronología

Bandera de la Nueva Guinea alemana (1899-1914)
Bandera del Imperio alemán (1899-1914)
Bandera del Territorio Anglo-Australiano de Papúa (1906-1949)
Bandera del Territorio Anglo-Australiano de Nueva Guinea (1914-1949) y del Territorio de Papúa y Nueva Guinea (1949-1965)
Bandera del Fideicomiso de Papúa y Nueva Guinea (1965-1970)
Bandera del Fideicomiso de Papúa y Nueva Guinea (1970-1971)
Bandera actual desde 1971

## Banderas similares
Los colores son similares a los del Imperio Alemán que eran formados como Nueva Guinea Alemana de 1884-1919. Las estrellas de la mitad inferior son similares de Australia, Nueva Zelanda, Tokelau y Samoa.